# Vassili Chichkine
Pour les articles homonymes, voir Chichkine.
Vassili Ivanovitch Chichkine (en russe : Василий Иванович Шишкин) est un aviateur soviétique, né le 13 février 1913 et décédé le 9 novembre 1992. Pilote de chasse et As de la Seconde Guerre mondiale, il fut distingué par le titre de Héros de l'Union soviétique.

## Carrière
Né le 13 février 1913 à Beloïe, dans l'actuelle oblast de Kourgan, il s'engagea dans l'Armée rouge dès 1931 et suivit les cours du collège du génie aérien militaire de Perm, dont il sortit ingénieur diplômé en 1932. En 1936, il entra au collège militaire de l'Air de Borissoglebsk, afin d'y obtenir son brevet de pilote. 
En juin 1941, promu au grade de capitaine (kapitan) et muté au 43e régiment de chasse aérienne (43.IAP), il participa activement aux premiers combats du front de l'est, accomplissant en sept mois, de juillet 1941 à février 1942, pas moins de 126 missions de guerre, dont plus de la moitié comme appui-feu aux troupes terrestres. 
Au cours de l'été 1942, après sa promotion au grade de commandant (major), il fut nommé commandant d'escadrille au 512e régiment de chasse aérienne (512.IAP), avec lequel il prit part à la bataille de Stalingrad. En décembre 1942, son unité fut équipée de Yak-1, le sien portant le numéro de série 34.104, donation des travailleurs du kolkhoze de Signal Revolutsii. C'est aux commandes de cet appareil qu'il combattit, en juillet 1943, à la bataille de Koursk.
Nommé lieutenant-colonel (podpolkovnik), en juin 1944, il prit le commandement du 55e régiment de chasse aérienne de la Garde (55.GuIAP), une unité d'élite qu'il dirigea lors des ultimes combats au-dessus de l'Allemagne.
À l'issue de la guerre, il poursuivit sa carrière militaire, prenant sa retraite en 1956 comme colonel (polkovnik). Il vécut alors à Kiev et décéda le 9 novembre 1992.

## Palmarès et décorations

### Tableau de chasse
Vassili Chichkine était crédité de 31 victoires homologuées, dont 15 individuelles et 16 en coopération, obtenues au cours de 520 missions et 178 combats aériens.
Dans leur ouvrage, Stalin's Falcons, les historiens Tomas Polak et Christopher Shores le créditent de « 30 victoires homologuées » et ne donnent aucune indication quant à leur répartition entre individuelles et en coopération. La plupart des historiens soviétiques s'accordent sur le total donné ci-dessus.

### Titres et décorations
- Héros de l'Union soviétique le 27 mars 1942 (médaille no 842) ;
- Deux fois titulaire de l'Ordre de Lénine ;
- Cinq fois récipiendaire de l'Ordre du Drapeau rouge ;
- Ordre de Souvorov de 3e classe ;
- Ordre de la Guerre patriotique de 1re classe ;
- Ordre de l'Étoile rouge.